# العلاقات الإندونيسية السنغافورية
العلاقات الإندونيسية السنغافورية هي العلاقات الثنائية التي تجمع بين إندونيسيا وسنغافورة.

## مقارنة بين البلدين
هذه مقارنة عامة ومرجعية للدولتين:
| وجه المقارنة                                              | إندونيسيا         | سنغافورة                                                             |
| --------------------------------------------------------- | ----------------- | -------------------------------------------------------------------- |
| المساحة (كم2)                                             | 1.90 مليون        | 719                                                                  |
| عدد السكان (نسمة)                                         | 263.99 مليون      | 5.89 مليون                                                           |
| الكثافة السكانية (ن./كم²)                                 | 138.94            | 819.19 ألف                                                           |
| العاصمة                                                   | جاكرتا            | سنغافورة                                                             |
| اللغة الرسمية                                             | اللغة الإندونيسية | لغة إنجليزية، اللغة الملايو، اللغة الصينية القياسية، اللغة التاميلية |
| العملة                                                    | روبية إندونيسية   | دولار سنغافوري                                                       |
| الناتج المحلي الإجمالي (بليون دولار)                      | 1.02 تريليون      | 323.91 مليار                                                         |
| الناتج المحلي الإجمالي (تعادل القوة الشرائية) بليون دولار | 2.85 تريليون      | 472.59 مليار                                                         |
| الناتج المحلي الإجمالي الاسمي للفرد دولار أمريكي          | 3.35 ألف          | 52.89 ألف                                                            |
| الناتج المحلي الإجمالي للفرد دولار أمريكي                 | 10.52 ألف         | 82.76 ألف                                                            |
| مؤشر التنمية البشرية                                      | 0.684             | 0.925                                                                |
| رمز المكالمات الدولي                                      | +62               | +65                                                                  |
| رمز الإنترنت                                              | .id               | .sg                                                                  |
| المنطقة الزمنية                                           |                   | ت ع م+08:00، توقيت سنغافورة المنسق ‏                                  |

## منظمات دولية مشتركة
يشترك البلدان في عضوية مجموعة من المنظمات الدولية، منها:
| علم المنظمة | اسم المنظمة                                      | تاريخ انضمام إندونيسيا | تاريخ انضمام سنغافورة |
| ----------- | ------------------------------------------------ | ---------------------- | --------------------- |
|             | بنك التنمية الآسيوي                              | 1966                   | 1966                  |
|             | وكالة ضمان الاستثمار متعدد الأطراف               | 12 أبريل 1988          | 24 فبراير 1998        |
|             | الأمم المتحدة                                    | 28 سبتمبر 1950         | 21 سبتمبر 1965        |
|             | منظمة حظر الأسلحة الكيميائية                     | ?                      | ?                     |
|             | أسيان                                            | 8 أغسطس 1967           | 8 أغسطس 1967          |
|             | منظمة التجارة العالمية                           | ?                      | ?                     |
|             | منظمة الشرطة الجنائية الدولية                    | 5 أكتوبر 1954          | ?                     |
|             | مؤسسة التنمية الدولية                            | 20 أغسطس 1968          | 27 سبتمبر 2002        |
|             | يونسكو                                           | 27 مايو 1950           | 8 أكتوبر 2007         |
|             | الاتحاد البريدي العالمي                          | ?                      | ?                     |
|             | البنك الدولي للإنشاء والتعمير                    | 13 أبريل 1967          | 3 أغسطس 1966          |
|             | منتدى آسيان الإقليمي ‏                            | ?                      | ?                     |
|             | المنظمة الهيدروغرافية الدولية                    | ?                      | ?                     |
|             | الاتحاد الدولي للاتصالات                         | 1949                   | 22 أكتوبر 1965        |
|             | مؤسسة التمويل الدولية                            | 23 أبريل 1968          | 4 سبتمبر 1968         |
|             | المركز الدولي لتسوية المنازعات الاستشارية        | 28 أكتوبر 1968         | 13 نوفمبر 1968        |
|             | منتدى التعاون الاقتصادي لدول آسيا والمحيط الهادئ | 6 نوفمبر 1989          | 6 نوفمبر 1989         |

## أعلام
هذه قائمة لبعض الشخصيات التي تربطها علاقات بالبلدين:
- إدموند دبليو. باركر (سياسي سنغافوري، 1 ديسمبر 1920 – 12 أبريل 2001)
- يوسف بن إسحاق (12 أغسطس 1910 – 23 نوفمبر 1970)

## وصلات خارجية
- موقع وزارة الخارجية الإندونيسية
- موقع وزارة الخارجية السنغافورية